# Monodontichneumon monotonus
Monodontichneumon monotonus är en stekelart som beskrevs av Heinrich 1968. Monodontichneumon monotonus ingår i släktet Monodontichneumon och familjen brokparasitsteklar. Inga underarter finns listade i Catalogue of Life.